# Анимас (Порторико)
Анимас (шп. Animas) град је у америчкој острвској територији Порторико, острвској држави Кариба.

## Демографија
По попису из 2010. године број становника је 1.203, што је 247 (-17,0%) становника мање него 2000. године.
| Група             | 2000.         | 2010.         |
| Белци             | 11 (0,8%)     | 5 (0,4%)      |
| Афроамериканци    | 63 (4,3%)     | 90 (7,5%)     |
| Азијати           | 0 (0,0%)      | 0 (0,0%)      |
| Хиспаноамериканци | 1.438 (99,2%) | 1.196 (99,4%) |
| Укупно            | 1.450         | 1.203         |